# سد دریاچه ارتور
سد دریاچه آرتور (به لاتین: Lake Arthur Dam) یک سد در آفریقای جنوبی است که در Cradock, Eastern Cape واقع شده‌است.